# Maxat Yerezhepov
Maxat Yerezhepov (Rudny, 23 aprile 1990) è un lottatore kazako, specializzato nella lotta greco romana.

## Palmarès
- Campionati asiatici

Gumi 2012: bronzo negli 83 kg.
New Delhi 2013: bronzo nei 74 kg.
Almaty 2014: argento nei 71 kg.
New Delhi 2017: oro nei 75 kg.
Biskesh 2018: bronzo nei 77 kg.
Xo'An 2019: bronzo negli 82 kg.
Ulaanbaatar 2022: argento nei 77 kg.